# Waaiergewelf

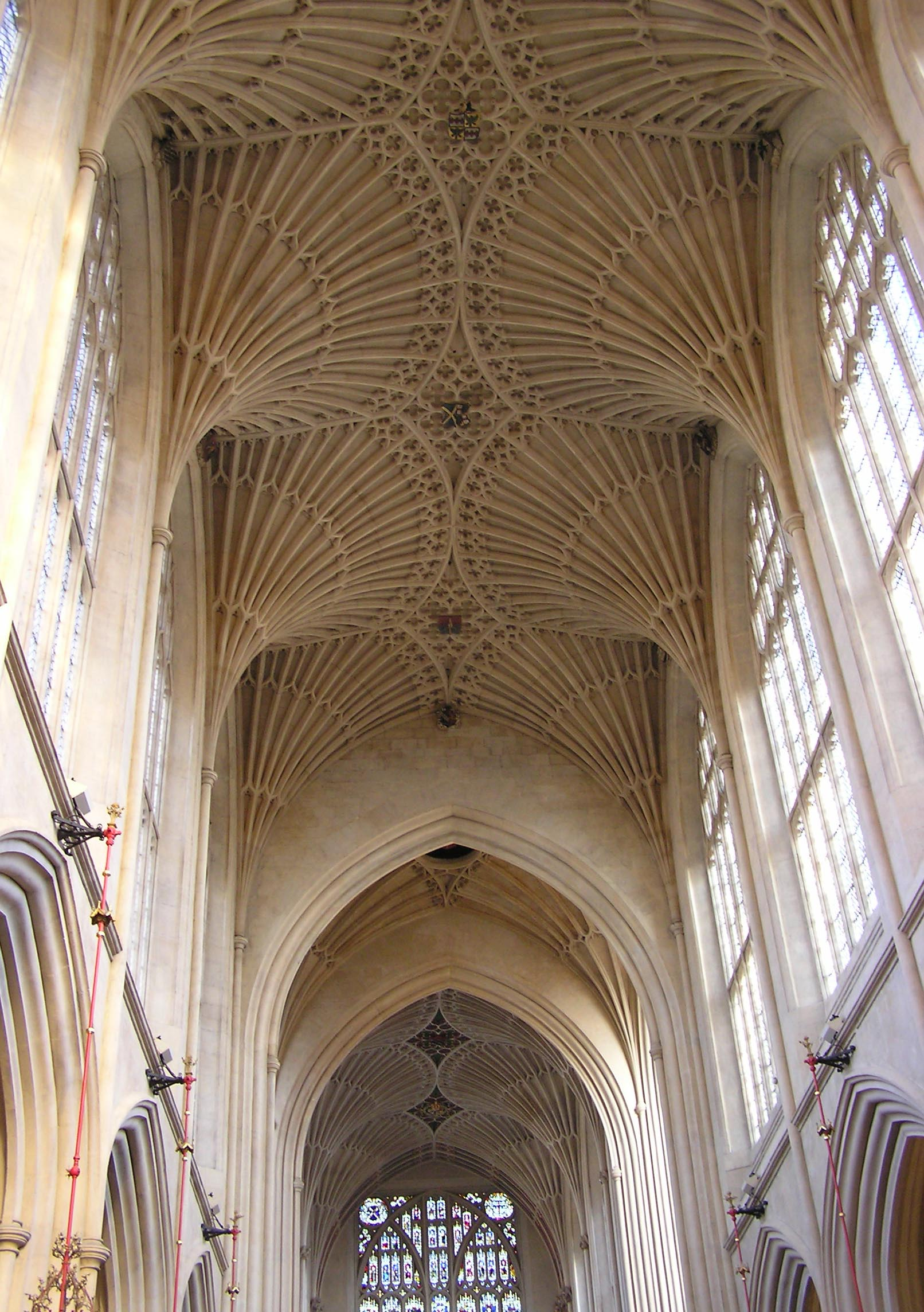
Waaiergewelf in de Abdij van Bath

Het waaiergewelf of palmgewelf is een op het kruisribgewelf gebaseerd gewelftype (ribgewelf) dat naast de noodzakelijke ribben voor steun ook vele ribben ter decoratie heeft. De ribben van een waaiergewelf vinden hun oorsprong in de pilaster- of bundelpijler die het gewelf draagt. Van daar uit lopen ze in een waaiervorm uiteen. De vorm van deze waaier doet denken aan de onderkant van een cantharel. Deze vorm van gewelf komt vooral voor in de late Engelse gotiek.
Enkele voorbeelden zijn de kapel van Eton College, St. George's Chapel in Windsor Castle, Lincoln Minster, de kapel van King's College Cambridge en de Saint Peter's Cathedral in Exeter.
Een waaiergewelf wordt soms ook een straalgewelf genoemd.